# Kumar Pallana
Kumar Valavhadas Pallana (ur. 23 grudnia 1918 w Indore, Indie, zm. 10 października 2013 w Oakland, USA) – indyjski aktor filmowy.

## Filmografia
- 1996: Trzech facetów z Teksasu jako Kumar
- 2002: Bomb the System jako Kumar Baba
- 2004: Terminal jako Gupta
- 2007: Pociąg do Darjeeling jako Stary mężczyzna
- 2010: Shop Secret
- 2013: Skinny Dip jako Uliczny artysta